# Élson
Élson Falcão da Silva, także Élson (ur. 16 listopada 1981 w Conceição do Araguaia) – brazylijski piłkarz grający na pozycji pomocnika w klubie Oeste EC.

## VfB Stuttgart
26 października 2008 roku Élson zadebiutował w barwach Stuttgartu w domowym spotkaniu przeciwko VfL Bochum. Został wprowadzony na boisko w 56. minucie zmieniając Ricardo Osorio i asystował przy trafieniu Mario Gómeza na 2-0.
10 kwietnia 2009 roku Élson podpisał nowy kontrakt ze Stuttgartem, który wygasł latem 2011 roku.

## Sukcesy
- Campeonato Paulista 2002
- Campeonato Brasileiro Série B 2003